# Bandana

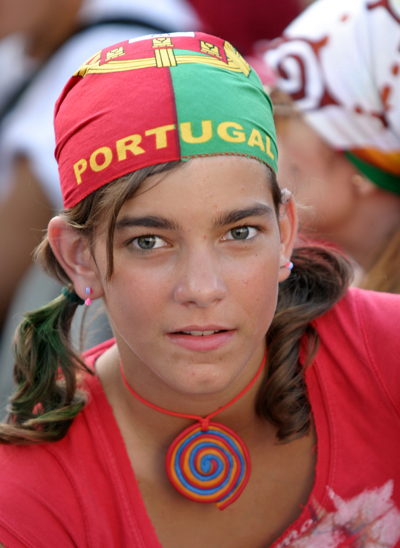
Mädchen mit Bandana

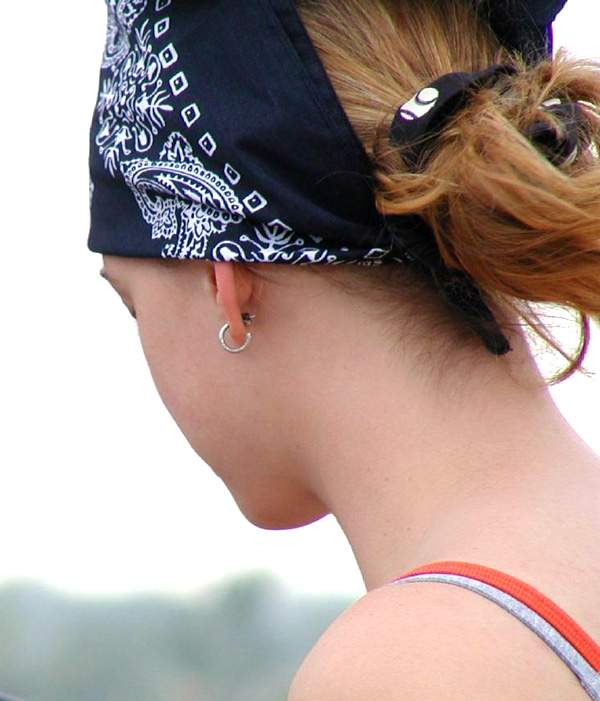
Zusammengebundene Rückseite. Das Haargummi ist nicht Teil des Bandanas.

Ein Bandana (von Hindi बन्धन bandhana „binden“) ist ein quadratisches Tuch, meist ca. 55 × 55 cm groß, das als Kopftuch getragen und am Hinterkopf zusammengebunden wird. Häufig wird es auch als Untertuch eines Hidschabs verwendet, um Haare auf der Stirn zu verbergen.

## Andere Verwendung
Weitere Verwendung finden Bandanas als Halstuch oder auch anderweitig als modisches Accessoire, zum Beispiel als Armband am Handgelenk oder lose in die hinteren Hosentaschen gesteckt. Bandanas sind oft mit Paisleymustern bedruckt.

### Vereinigte Staaten
In den Vereinigten Staaten gilt in vielen Problembezirken von Großstädten ein Bandana-Kopftuch als Identifikationsmerkmal von Straßengangs wie den Bloods und Crips in Los Angeles, ähnlich den Kutten von Rockern. Der im September 1996 erschossene Rapper Tupac Shakur trug bei vielen Gelegenheiten ein aufgerolltes, auf der Stirn verknotetes, die Haare jedoch nicht bedeckendes Bandana.

### Schweiz
Die schweizerische und in der Schweiz hergestellte Version des Tuchs ist als "Glarner Tüechli" bekannt.